# Аныль
Аныль — река в России, протекает в Пермском крае и Республике Коми. Устье реки находится в 269 км по правому берегу реки Колва. Длина реки составляет 25 км.

## Описание
Берёт начало на территории Республики Коми, близ границы с Пермским краем. Исток находится на водоразделе Камы и Печоры, рядом берёт начало река Лелим. Далее течёт по территории Чердынского района Пермского края, главным образом в южном и юго-восточном направлениях. Впадает в Колву чуть ниже деревни Нюзим.

## Притоки
(км от устья)
- 3,6 км: река Изкарауш (лв)
- 6,6 км: ручей Большой Родник (пр)
- 12 км: река Пайвож (пр)

## Данные водного реестра
По данным государственного водного реестра России относится к Камскому бассейновому округу, водохозяйственный участок реки — Кама от водомерного поста у села Бондюг до города Березники, речной подбассейн реки — бассейны притоков Камы до впадения Белой. Речной бассейн реки — Кама.
Код объекта в государственном водном реестре — 10010100212111100005713.